# Primera División de Bolivia 1990
La LFPB 1990 fue un campeonato de fútbol correspondiente a la 14º Temporada de la Primera División de Bolivia. El Campeón Nacional fue Oriente Petrolero, obteniendo su título de Primera División y 2º título en la Era Profesional de la Liga.

## Formato
La Temporada 1990 fue disputada entre abril de 1990 y el 2 de febrero de 1991.
Trece clubes compitieron en fase de grupos en dos vueltas (local y visitante). Un club recibe 2 puntos por partido ganado, 1 punto por partido empatado y 0 puntos por partido perdido. Los clubes son clasificados por puntos y los criterios de desempate son en el siguiente orden: diferencia de goles, goles marcados y resultados directos entre equipos empatados. 
El Campeón y el subcampeón del torneo clasificaron a la Copa Libertadores. Los últimos y penúltimos clubes fueron reemplazados por el campeón y subcampeón de la Asociación de Fútbol de su misma ciudad.

## Equipos y Estadios
| Equipo                  | Fundación                | Ciudad     | Estadio                 |
| ----------------------- | ------------------------ | ---------- | ----------------------- |
| Always Ready            | 13 de abril de 1933      | La Paz     | Simón Bolívar           |
| Blooming                | 1 de mayo de 1946        | Santa Cruz | Ramón Tahuichi Aguilera |
| Bolívar                 | 12 de abril de 1925      | La Paz     | Simón Bolívar           |
| Ciclón                  | 21 de septiembre de 1951 | Tarija     | IV Centenario           |
| Deportivo Litoral       | 22 de marzo de 1932      | La Paz     | Hernando Siles          |
| Destroyers              | 14 de septiembre de 1948 | Santa Cruz | Ramón Tahuichi Aguilera |
| Independiente Petrolero | 4 de abril de 1932       | Sucre      | Morro de Surapata       |
| Oriente Petrolero       | 5 de noviembre de 1955   | Santa Cruz | Ramón Tahuichi Aguilera |
| Real Santa Cruz         | 2 de mayo de 1962        | Santa Cruz | Ramón Tahuichi Aguilera |
| San José                | 19 de marzo de 1942      | Oruro      | Jesús Bermúdez          |
| San Pedro               | Sin datos                | Cochabamba | Félix Capriles          |
| The Strongest           | 8 de abril de 1908       | La Paz     | Hernando Siles          |
| Wilstermann             | 24 de noviembre de 1949  | Cochabamba | Félix Capriles          |

## Torneo Apertura
Los equipos de Litoral y Always Ready no participaron de todo el Torneo.

### Fase de grupos

#### Grupo A
| Pos | Equipo            | Pts | PJ | G | E | P | GF | GC | Dif |
| --- | ----------------- | --- | -- | - | - | - | -- | -- | --- |
| 1º  | Bolívar Nota      | 20  | 12 | 8 | 2 | 2 | 33 | 15 | 18  |
| 2º  | Oriente Petrolero | 18  | 14 | 7 | 4 | 3 | 16 | 18 | -2  |
| 3º  | San José Nota     | 16  | 12 | 5 | 4 | 3 | 19 | 12 | 7   |
| 4º  | Wilstermann       | 14  | 14 | 7 | 0 | 7 | 21 | 21 | 0   |
| 5º  | Ciclón            | 11  | 14 | 5 | 1 | 8 | 17 | 25 | -8  |
| 6º  | Real Santa Cruz   | 10  | 14 | 3 | 4 | 7 | 10 | 23 | -13 |

Pts = Puntos; PJ = Partidos Jugados; G = Partidos Ganados; E = Partidos Empatados; P = Partidos Perdidos; GF = Goles Anotados; GC = Goles Recibidos; Dif = Diferencia de gol
 Nota: Bolívar y San José fueron bonificados con 2 puntos por no tener rival interserie.

#### Grupo B
| Pos | Equipo                  | Pts | PJ | G | E | P | GF | GC | Dif |
| --- | ----------------------- | --- | -- | - | - | - | -- | -- | --- |
| 1º  | The Strongest           | 13  | 12 | 5 | 3 | 4 | 23 | 16 | 7   |
| 2º  | Blooming                | 13  | 12 | 4 | 5 | 3 | 21 | 20 | 1   |
| 3º  | Independiente Petrolero | 13  | 12 | 6 | 1 | 5 | 13 | 13 | 0   |
| 4º  | Destroyers              | 13  | 12 | 3 | 4 | 5 | 17 | 27 | -10 |
| 5º  | San Pedro               | 6   | 12 | 2 | 2 | 6 | 13 | 13 | 0   |

Pts = Puntos; PJ = Partidos Jugados; G = Partidos Ganados; E = Partidos Empatados; P = Partidos Perdidos; GF = Goles Anotados; GC = Goles Recibidos; Dif = Diferencia de gol

### Segunda Fase

#### Cuadrangular A
| Pos | Equipo                  | Pts | PJ | G | E | P | GF | GC | Dif |
| --- | ----------------------- | --- | -- | - | - | - | -- | -- | --- |
| 1º  | Bolívar                 | 9   | 6  | 4 | 1 | 1 | 15 | 3  | 12  |
| 2º  | Oriente Petrolero       | 7   | 6  | 3 | 1 | 2 | 8  | 5  | 3   |
| 3º  | Independiente Petrolero | 5   | 6  | 1 | 3 | 2 | 5  | 11 | -6  |
| 4º  | Destroyers              | 3   | 6  | 1 | 1 | 4 | 2  | 11 | -9  |

Pts = Puntos; PJ = Partidos Jugados; G = Partidos Ganados; E = Partidos Empatados; P = Partidos Perdidos; GF = Goles Anotados; GC = Goles Recibidos; Dif = Diferencia de gol

#### Cuadrangular B
| Pos | Equipo        | Pts | PJ | G | E | P | GF | GC | Dif |
| --- | ------------- | --- | -- | - | - | - | -- | -- | --- |
| 1º  | San José      | 8   | 6  | 4 | 0 | 2 | 5  | 3  | 2   |
| 2º  | Blooming      | 7   | 6  | 3 | 1 | 2 | 6  | 5  | 1   |
| 3º  | The Strongest | 6   | 6  | 3 | 0 | 3 | 6  | 5  | 1   |
| 4º  | Wilstermann   | 3   | 6  | 1 | 1 | 4 | 3  | 7  | -4  |

Pts = Puntos; PJ = Partidos Jugados; G = Partidos Ganados; E = Partidos Empatados; P = Partidos Perdidos; GF = Goles Anotados; GC = Goles Recibidos; Dif = Diferencia de gol

### Fase Final
|  | Semifinales       | Semifinales | Semifinales       |   |         | Final                               | Final | Final | Final |  |
|  |                   |             |                   |   |         | Del 28 de octubre al 4 de noviembre |       |       |       |  |
|  |                   |             |                   |   |         |                                     |       |       |       |  |
|  |                   |             |                   |   |         |                                     |       |       |       |  |
|  | Bolívar           | 1           | 2                 |   |         |                                     |       |       |       |  |
|  | Bolívar           | 1           | 2                 |   |         |                                     |       |       |       |  |
|  | Blooming          | 0           | 1                 |   |         |                                     |       |       |       |  |
|  | Blooming          | 0           | 1                 |   | Bolívar | 1                                   | 2     | 0     |       |  |
|  |                   |             |                   |   | Bolívar | 1                                   | 2     | 0     |       |  |
|  |                   |             | Oriente Petrolero | 2 | 0       | 1                                   |       |       |       |  |
|  | San José          | 1           | Oriente Petrolero | 2 | 0       | 1                                   | 0     |       |       |  |
|  | San José          | 1           |                   |   |         |                                     | 0     |       |       |  |
|  | Oriente Petrolero | 1           | 2                 |   |         |                                     |       |       |       |  |
|  | Oriente Petrolero | 1           | 2                 |   |         |                                     |       |       |       |  |
|  |                   |             |                   |   |         |                                     |       |       |       |  |

(L): En cada llave, el equipo ubicado en la primera línea es el que ejerce la localía en el partido de vuelta.

### Final del Torneo
Los equipos de Bolívar y Oriente Petrolero disputaron partidos de ida y vuelta en los cuales la diferencia de goles no contaba, si empataban en puntos debieron definir en un partido extra y de prolongar la igualdad definirían por lanzamientos desde el punto penal.
| 28 de octubre de 1990 | Oriente Petrolero                        | 2:1 (0:0) | Bolívar                     | Estadio Ramón Tahuichi Aguilera, Santa Cruz de la Sierra |  |
|                       | Rolando Coimbra 53' · Modesto Molina 64' | Reporte   | 88' Daniel Aníbal Hernández |                                                          |  |

| 31 de octubre de 1990 | Bolívar                                               | 2:0 (0:0) | Oriente Petrolero | Estadio Hernando Siles, La Paz |  |
|                       | Carlos Ángel López 56' · Marco Antonio Etcheverry 83' | Reporte   |                   |                                |  |

| 4 de noviembre de 1990 | Oriente Petrolero    | 1:0 (0:0) | Bolívar | Estadio Félix Capriles, Cochabamba |  |
|                        | Marciano Saldías 48' | Reporte   |         |                                    |  |

## Torneo Clausura

### Fase de grupos
Todos los clubes de los grupos A y C fueron bonificados con 2 puntos extras, excepto Litoral de La Paz y Always Ready del grupo B al no participar del Torneo Apertura.

#### Grupo A
Regional Santa Cruz.
| Pos | Equipo            | Pts | PJ | G | E | P | GF | GC | Dif |
| --- | ----------------- | --- | -- | - | - | - | -- | -- | --- |
| 1º  | Oriente Petrolero | 10  | 6  | 3 | 2 | 1 | 10 | 6  | 4   |
| 2º  | Blooming          | 9   | 6  | 1 | 5 | 0 | 8  | 6  | 2   |
| 3º  | Real Santa Cruz   | 7   | 6  | 2 | 2 | 2 | 6  | 7  | -1  |
| 4º  | Destroyers        | 5   | 6  | 0 | 3 | 3 | 5  | 10 | -5  |

#### Grupo B
Regional La Paz.
| Pos | Equipo            | Pts | PJ | G | E | P | GF | GC | Dif |
| --- | ----------------- | --- | -- | - | - | - | -- | -- | --- |
| 1º  | The Strongest     | 13  | 6  | 3 | 2 | 1 | 10 | 0  | 10  |
| 2º  | Bolívar           | 9   | 6  | 3 | 1 | 2 | 14 | 5  | 9   |
| 3º  | Deportivo Litoral | 3   | 6  | 1 | 1 | 4 | 2  | 11 | -9  |
| 4º  | Always Ready      | 3   | 6  | 1 | 1 | 4 | 3  | 13 | -10 |

#### Grupo C
Regional Cochabamba, Oruro, Chuquisaca y Tarija.
| Pos | Equipo                  | Pts | PJ | G | E | P | GF | GC | Dif |
| --- | ----------------------- | --- | -- | - | - | - | -- | -- | --- |
| 1º  | Ciclón                  | 12  | 8  | 4 | 3 | 1 | 11 | 7  | 4   |
| 2º  | San José                | 10  | 8  | 3 | 2 | 3 | 12 | 11 | 1   |
| 3º  | Independiente Petrolero | 10  | 8  | 2 | 4 | 2 | 11 | 11 | 0   |
| 4º  | Wilstermann             | 10  | 8  | 2 | 4 | 2 | 10 | 10 | 0   |
| 5º  | San Pedro               | 6   | 8  | 2 | 1 | 5 | 5  | 10 | -5  |

### Segunda Fase

#### Cuadrangular A
| Pos | Equipo          | Pts | PJ | G | E | P | GF | GC | Dif |
| --- | --------------- | --- | -- | - | - | - | -- | -- | --- |
| 1º  | Bolívar         | 8   | 6  | 2 | 4 | 0 | 9  | 4  | 5   |
| 2º  | San José        | 7   | 6  | 2 | 3 | 1 | 9  | 5  | 4   |
| 3º  | Real Santa Cruz | 5   | 6  | 1 | 3 | 2 | 9  | 13 | -4  |
| 4º  | Blooming        | 4   | 6  | 1 | 2 | 3 | 5  | 10 | -5  |

#### Cuadrangular B
| Pos | Equipo                  | Pts | PJ | G | E | P | GF | GC | Dif |
| --- | ----------------------- | --- | -- | - | - | - | -- | -- | --- |
| 1º  | Oriente Petrolero       | 9   | 6  | 4 | 1 | 1 | 12 | 6  | 6   |
| 2º  | The Strongest           | 7   | 6  | 2 | 3 | 1 | 10 | 10 | 0   |
| 3º  | Independiente Petrolero | 5   | 6  | 2 | 1 | 3 | 8  | 9  | -1  |
| 4º  | Ciclón                  | 3   | 6  | 1 | 1 | 4 | 7  | 12 | -5  |

### Fase Final
|  | Semifinales       | Semifinales | Semifinales |   |                   | Final | Final | Final | Final |  |
|  |                   |             |             |   |                   |       |       |       |       |  |
|  |                   |             |             |   |                   |       |       |       |       |  |
|  | Bolívar           | 2           | 4           |   |                   |       |       |       |       |  |
|  | Bolívar           | 2           | 4           |   |                   |       |       |       |       |  |
|  | The Strongest     | 1           | 3           |   |                   |       |       |       |       |  |
|  | The Strongest     | 1           | 3           |   | Oriente Petrolero | 1     | 2     | 1 (4) |       |  |
|  |                   |             |             |   | Oriente Petrolero | 1     | 2     | 1 (4) |       |  |
|  |                   |             | Bolívar     | 4 | 1                 | 1 (3) |       |       |       |  |
|  | Oriente Petrolero | 0           | Bolívar     | 4 | 1                 | 1 (3) | 3     |       |       |  |
|  | Oriente Petrolero | 0           |             |   |                   |       | 3     |       |       |  |
|  | San José          | 3           | 0           |   |                   |       |       |       |       |  |
|  | San José          | 3           | 0           |   |                   |       |       |       |       |  |
|  |                   |             |             |   |                   |       |       |       |       |  |

(L): En cada llave, el equipo ubicado en la primera línea es el que ejerce la localía en el partido de vuelta. Oriente Petrolero clasifica a la final por tener mejor puntaje que San José después de igualar en el marcador global.

#### Final del Torneo
Los equipos de Bolívar y Oriente Petrolero disputaron partidos de ida y vuelta en los cuales la diferencia de goles no contaba, si empataban en puntos debieron definir en un partido extra y de prolongar la igualdad definirían por lanzamientos desde el punto penal.
| 27 de enero de 1991 | Bolívar                                                                | 4:1 (0:0) | Oriente Petrolero | Estadio Hernando Siles, La Paz |  |
|                     | Marco Antonio Etcheverry 47' 85' · Jorge Hirano 73' · Miguel Rimba 88' | Reporte   | 90' Romer Ibarra  |                                |  |

| 30 de enero de 1991 | Oriente Petrolero                       | 2:0 (0:0) | Bolívar | Estadio Ramón Tahuichi Aguilera, Santa Cruz de la Sierra |  |
|                     | Marciano Saldías 66' · Wilson Ávila 74' | Reporte   |         |                                                          |  |

| 2 de febrero de 1991 | Oriente Petrolero      | 1:1 (0:1) (4:3) pen. | Bolívar                   | Estadio Félix Capriles, Cochabamba |  |
|                      | José Milton Melgar 59' | Reporte              | 19' Luis Fernando Salinas |                                    |  |

## Campeón
Oriente Petrolero se proclamó campeón de la Temporada 1990 tras haber ganado el torneo Apertura y Clausura. Obteniendo su 2º título en la Era Profesional y 3º de Primera División de Bolivia.
|                                                                             |
| LFPB 1990 Oriente Petrolero 2° Título Liguero 3º Título de Primera División |